# سرم‌شناسی
سرم‌شناسی یا سرولوژی (به فرانسوی: Sérologie، سرولوژی) (به انگلیسی: Serology، سیرالوجی) شاخه‌ای از علوم زیستی است که بررسی سِرُم خون و سایر مایعات بدن می‌پردازد.

## توصیف
این رشته با ایمنی‌شناسی و خون‌شناسی ارتباط نزدیک دارد و بیشتر بر پادتن‌های موجود در خون متمرکز است.

## آزمایش‌های سرم‌شناسی
آزمایش‌های سرم‌شناسی اغلب بر این اساس استوارند که به‌جای یافتن یک آنتی‌ژن یا عامل بیماری‌زا در بدن آسان‌تر است که پاسخ اختصاصیِ بدن به آن آنتی‌ژن (پادتن (آنتی‌بادی)) را جستجو کرد؛ مثلاً به‌جای جستجوی ویروس ایدز، پادتن علیه ویروس ایدز در بدن را سنجید؛ بالا بودن سطوح پادتن در خون نشانهٔ مواجههٔ فرد با ویروس ایدز است.
روش‌های انجام آزمایش‌های سرم‌شناسی عبارتند از: تست الیزا، آگلوتینه شدن، پرسیپیتاسیون، تست فیکاسیون کمپلمان و فلورسانت آنتی‌بادی
- واکنش‌های پرسی‌پیتاسیون: در این گروه بررسی رسوب بعضی از پادتن‌ها و ملکول‌های آنتی‌ژن محلول روش جستجوی پادتن است. به پادتنِ «پرسیپیتین» و این واکنش را «پرسیپیتاسیون» می‌گویند.
- واکنش‌های فلوکولاسیون: وقتی آنتی‌ژن به‌صورت ذرات کلوئیدی باشد (مثل کاردیولیپین قلب در تست VDRL) واکنش را «فلوکولاسیون» می‌نامند.
- واکنش‌های آگلوتیناسون: اگر یکی از اجزای واکنش دهنده غیر محلول باشد واکنش را «آگلوتیناسیون» می‌نامند. اگر آنتی‌ژن غیرمحلول گلبول قرمز باشد واکنش بین گلبول‌های قرمز و پادتن ضد آن را «هماگلوتیناسیون» می‌نامند.